# Cryphalus trypanus
Cryphalus trypanus là một loài côn trùng trong họ Curculionidae. Loài này được Sampson miêu tả khoa học đầu tiên năm 1914.
Đây là loài gây hại của cây Calophyllum inophyllum, phát triển phổ biến ở Seychelles.